# Berit Frodi
Berit Marianne Frodi, född 19 april 1926 i Göteborg, död 17 juli 2025 i Vallda i Kungsbacka kommun, var en svensk skådespelare, sångerska och regissör.

## Biografi
Berit Frodi var dotter till skeppsredare Roland Frodi (1888–1975) och dennes maka Vanja Dymling (1895–1987). Hon var äldre syster till Ittla och Barbro Frodi.
Frodi inledde sin sceniska bana som solistelev i Storans kör i Göteborg 1947. Hon kom in på elevskolan vid Göteborgs stadsteater 1950.
Frodis karriär som skådespelare och sångerska upphörde i samband med att hon gifte sig med dirigenten Gunnar Staern. De två träffades första gången på Gävle stadsteater i september 1957 och gifte sig den 3 februari 1960. Så småningom stakade hon ut en ny yrkesväg som bland annat regissör. Under 1980-talet arbetade hon framförallt som teaterpedagog vid elevskolorna i Göteborg samt som instruktör runt om i landet. Hon gick i pension 1991.

## Filmografi
- 1954 – Foreign Intrigue (TV-film)[17]
- 1954 – Flicka utan namn
- 1958 – Kostervalsen

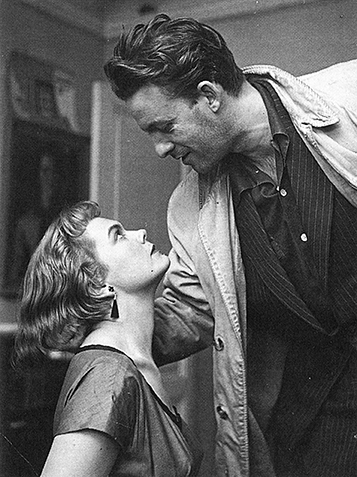
Berit Frodi och motspelaren Alf Kjellin i filmen Flicka utan namn (1954).

- 1959 – Sköna Susanna och gubbarna
- 1969 – Let's make an opera (TV-opera)[18]

## Teater

### Roller (ej komplett)
| År   | Roll             | Produktion                                                               | Regi             | Teater                                  | Ref.          |
| ---- | ---------------- | ------------------------------------------------------------------------ | ---------------- | --------------------------------------- | ------------- |
| 1949 |                  | Karusell Richard Rodgers                                                 | Sven Aage Larsen | Stora Teatern, Göteborg 2 december 1949 | [ 19 ] [ 20 ] |
| 1952 | Piggelett        | Piggelins och kungen Axel Strindberg                                     | Josef Halfen     | Göteborgs stadsteater 13 december 1952  | [ 21 ]        |
| 1953 | kammarjungfru    | Spökdamen Pedro Calderon                                                 | Knut Ström       | Göteborgs stadsteater 13 februari 1953  | [ 22 ]        |
| 1953 | Leonora, dottern | Den jäktade Ludvig Holberg                                               | Josef Halfen     | Göteborgs stadsteater 1 maj 1953        |               |
| 1953 | Puck             | En midsommarnattsdröm                                                    | Ellen Bergman    | Varbergs fästningsspel 17 juli 1953     | [ 23 ] [ 24 ] |
| 1953 |                  | Robinson Crazy Carl-Gustaf Lindstedt, Lars-Gunnar Perne och Sven Paddock | Sven Paddock     | Scalateatern 26 september 1953          | [ 25 ]        |
| 1956 | Puck             | En midsommarnattsdröm                                                    | Ellen Bergman    | Sommarspelet i Göteborg 3 juli 1956     | [ 26 ]        |
| 1956 |                  | Under trädet ligger yxan Tormod Skagestad                                | Bengt Lagerkvist | Riksteatern                             | [ 27 ]        |
| 1958 |                  | Lost in the stars Maxwell Anderson och Kurt Weill                        | Johan Borgen     | Uppsala stadsteater 7 november 1958     | [ 28 ]        |
| 1959 | Carmen           | Carmen Georges Bizet                                                     | Ivo Cramér       | Malmö stadsteater 27 november 1959      | [ 29 ]        |
| 1960 | Josepha          | Vita hästen Benatzky                                                     | Jackie Söderman  | Riksteatern 25 september 1960           | [ 30 ]        |

Anmärkning: Berit Frodi var hela vårsäsongen 1959 stand-in för Ulla Sallert i My Fair Lady (Oscarsteatern), men Sallert höll sig så pass frisk att Frodi aldrig fick chansen att hoppa in.

### Regi (ej komplett)
| År   | Produktion                       | Upphovsmän                          | Teater            | Ref.   |
| ---- | -------------------------------- | ----------------------------------- | ----------------- | ------ |
| 1967 | Fordringsägare                   | August Strindberg                   | Atelierteatern    | [ 33 ] |
| 1970 | Hej alla barn, snurra min kvarn! | Bo Sköld med musik av Erik Johnsson | Borås stadsteater | [ 34 ] |
| 1971 | Fia med knuff                    | Ittla Frodi                         | Atelierteatern    | [ 35 ] |

## Radioteater

### Roller
| År   | Roll                        | Produktion                                                | Regi           | Premiär         | Ref.   |
| ---- | --------------------------- | --------------------------------------------------------- | -------------- | --------------- | ------ |
| 1952 | Flickan                     | Villorna Erland Josephson                                 | Bengt Ekerot   | 7 oktober 1952  | [ 36 ] |
| 1953 | Ada, hembiträde             | Älskar – älskar inte ... Jean Anouilh                     | Helge Wahlgren | 7 maj 1953      | [ 37 ] |
| 1953 | Klara, i tjänst hos Hemming | Karlavagnen Tor Hedberg                                   | Stig Torsslow  | 28 juni 1953    | [ 38 ] |
| 1957 |                             | Lift mot farligt fjäll E. H. Clements och Charles Lefeaux | Hampe Faustman | 18 januari 1957 | [ 39 ] |

### Fotnoter
1. 1 2 3 4  Göteborgs Vasa kyrkoarkiv, Födelse- och dopböcker, SE/GLA/15475/C/4 (1922-1927), bildid: 00066657_00278
2. ↑  Sveriges befolkning 1970, (CD-ROM version 1.04) Sveriges Släktforskarförbund 2002.
3. 1 2  ”Familjenytt”. Svenska Dagbladet:  s. 11. 4 februari 1960. https://www.svd.se/arkiv/1960-02-04/11. Läst 5 maj 2018.
4. ↑  Sveriges befolkning 1990, DVD-ROM, Riksarkivet SVAR 2011.
5. ↑  https://www.ratsit.se/19260419-Berit_Marianne_Frodi_Vallda/nmAvgfMYtSRpuvZrBnR5M2U29tzfolC5xqY9LXAqDWs
6. ↑  ”Berit Frodi”. Svensk Filmdatabas. http://sfi.se/sv/svensk-filmdatabas/Item/?type=PERSON&itemid=64583. Läst 19 mars 2013.
7. ↑  Pihlblad 2010, s. 22.
8. ↑  Långström 1952, s. 184.
9. ↑  Dödsår: Sveriges dödbok 1901-2013, DVD-ROM
10. ↑  Faderns tilltalsnamn: dödsannons i Svenska Dagbladet 1975-01-13.
11. 1 2  Ericson 1990, s. 194.
12. ↑  Kess 1953, s. 11. Citat: 
"Det här var ju min första stora roll, och ändå var jag med redan på Lars Egges tid, under hans sista år på Storan, då jag började som en liten nervös solistelev i kören."
13. ↑  ”Nya elever vid Göteborgs stadsteater”. Dagens Nyheter:  s. 7. 24 augusti 1950. https://arkivet.dn.se/tidning/1950-08-24/227/7?searchTerm=%22berit+frodi%22. Läst 5 maj 2018.
14. ↑  Pihlblad 2010, s. 22. Citat: 
"Jag sjöng upp på Stora Teatern när jag var 17 år, men pappa satte mig i handelsskola i stället. Först när
jag var 21 år och myndig kunde jag satsat på sången."
15. 1 2 3  Pihlblad 2010, s. 23.
16. ↑  Sjöberg, Thomas (2013). Ingmar Bergman: en berättelse om kärlek, sex och svek. Stockholm: Lind & Co. Libris 14002544. ISBN 978-91-7461-203-5, s. 290.
17. 1 2  Ericson 1990, s. 195.
18. ↑  ”Göteborgs TV-opera nyårsnöje”. Arbetet västsvenska editionen:  s. 12. 17 december 1969.
19. ↑  Kess 1953, s. 11.
20. ↑   Teater i Göteborg 1910-1975. 2, Repertoar = Repertory [Elektronisk resurs]. Stockholm: Almqvist & Wiksell international (distr.). 1978. Libris 14012273. http://urn.kb.se/resolve?urn=urn:nbn:se:umu:diva-76770, s. 237.
21. ↑  ”Barnteatersuccès i Göteborg”. Dagens Nyheter:  s. 18. 14 december 1952. https://arkivet.dn.se/tidning/1952-12-14/341/18?searchTerm=%22berit+frodi%22. Läst 5 maj 2018.
22. ↑  Wahlund, Per Erik (14 februari 1953). ”Calderonpremiär i Göteborg”. Svenska Dagbladet:  s. 7. https://www.svd.se/arkiv/1953-02-14/7. Läst 5 maj 2018.
23. ↑  Signatur "T. Ag." (4 juli 1956). ”Midsommarnattsdröm på ny Göteborgsscen”. Svenska Dagbladet:  s. 7. https://www.svd.se/arkiv/1956-07-04/7. Läst 5 maj 2018.
24. ↑  Signatur "S." (14 juli 1953). ”Midsommarnattsdröm bland ekorrar och tivolistånd”. Dagens Nyheter:  s. 7. https://arkivet.dn.se/tidning/1953-07-14/186/7?searchTerm=frodi. Läst 5 maj 2018.
25. ↑  ”Scalateatern har i [...]”. Dagens Nyheter:  s. 8. 26 september 1953. https://arkivet.dn.se/tidning/1953-09-26/260/8?searchTerm=frodi. Läst 5 maj 2018.
26. ↑  ”Barnteatersuccès i Göteborg”. Dagens Nyheter:  s. 9. 12 juli 1953. https://arkivet.dn.se/tidning/1953-07-12/184/9?searchTerm=frodi. Läst 5 maj 2018.
27. ↑  ”Norsk prispjäs på ny turné”. Dagens Nyheter:  s. 13. 2 oktober 1956. https://arkivet.dn.se/tidning/1956-10-02/268/13. Läst 26 maj 2018.
28. ↑  ”"Lost in the stars" får Uppsalapremiär”. Svenska Dagbladet:  s. 11. 19 oktober 1958. https://www.svd.se/arkiv/1958-10-19/11. Läst 5 maj 2018.
29. ↑  ”"En Midsommarnattsdröm" i Varbergs fästning”. Dagens Nyheter:  s. 16. 25 november 1959. https://arkivet.dn.se/tidning/1959-11-25/320/16?searchTerm=frodi+carmen. Läst 5 maj 2018.
30. ↑  ”Vita hästen i Växjö”. Svenska Dagbladet:  s. 17. 26 september 1960. https://www.svd.se/arkiv/1960-09-26/17. Läst 5 maj 2018.
31. ↑  Ståhle, Anna Greta (27 september 1959). ”Puck och Pygmalion blir Carmen: repertoarteater i Stockholm: Læstadius vill spela den glömda dramatiken”. Dagens Nyheter:  s. 31. https://arkivet.dn.se/tidning/1959-09-27/262/31?searchTerm=frodi. Läst 5 maj 2018.
32. ↑  Pihlblad 2010, s. 23. Citat: 
"Ulla Sallert visste hur bra jag var, hon vågade inte lämna över scenen till mig utan spelade varenda föreställning till och med i 40 graders feber!"
33. ↑  Ahlberg, Torsten (2 oktober 1967). ”Pastellblek Strindberg”. Svenska Dagbladet:  s. 10. https://www.svd.se/arkiv/1967-10-02/10. Läst 5 maj 2018.
34. ↑  Holm, Annika (20 februari 1970). ”Sagor på gott och ont”. Dagens Nyheter:  s. 15. https://arkivet.dn.se/tidning/1970-02-20/49/15?searchTerm=%22berit+frodi%22. Läst 5 maj 2018.
35. ↑  Malm, Sven (10 april 1971). ”Varmt medmänskligt”. Svenska Dagbladet:  s. 9. https://www.svd.se/arkiv/1971-04-10/9. Läst 5 maj 2018.
36. ↑  ”Radioprogrammet”. Dagens Nyheter:  s. 26. 7 oktober 1952. https://arkivet.dn.se/tidning/1952-10-07/273/26?searchTerm=frodi. Läst 5 maj 2018.
37. ↑  ”Radioprogrammet”. Dagens Nyheter:  s. 28. 7 maj 1953. https://arkivet.dn.se/tidning/1953-05-07/122/28?searchTerm=frodi. Läst 5 maj 2018.
38. ↑  ”Radioprogrammet”. Dagens Nyheter:  s. 16. 27 juni 1953. https://arkivet.dn.se/tidning/1953-06-27/169/16?searchTerm=frodi. Läst 5 maj 2018.
39. ↑  ”Lift mot farligt fjäll 1957-01-18 | Svensk mediedatabas (SMDB)”. Arkiverad från originalet den 5 maj 2018. https://archive.today/20180505182146/https://smdb.kb.se/catalog/id/000118779. Läst 5 maj 2018.